# Surinaamse Bodybuilding en Weightlifting Bond
De Surinaamse Bodybuilding and Weightlifting Bond (SBWB) is de officiële sportbond voor bodybuilding en gewichtheffen in Suriname. De bond is gevestigd in Paramaribo en aangesloten bij de International Federation of BodyBuilding & Fitness (IFBF).
De SBWB werd op 21 augustus 1955 opgericht. Vier dagen eerder was een werkcomité in het leven geroepen met het doel om de verenigingen te verbinden. Het doel van de bond is om gunstige omstandigheden voor de beoefenaars te scheppen en de sport te bevorderen.
De IFBB benoemde Theo Nekrui in november 1983 als eerste Surinamer ooit tot internationaal arbiter. Hij overzag wedstrijden op alle niveaus. Na hem werd Suriname dertig jaar lang niet vertegenwoordigd op scheidsrechterniveau, tot Manav Kanhai en Roy Hoogvliets, beide bestuurders bij de SBWB, in 2015 erkend werden als internationaal arbiter.
In 2018 trad Chairme Haakmat-Konigferander aan als eerste vrouwelijke voorzitter van de bond. Ook nadat zij in 2020 werd benoemd tot ambassadeur van de Caricom bleef ze als voorzitter aan bij de SWBF.
In 2019 werd de powerlifting overgedragen naar de nieuw opgerichte Suriname Powerlifting Federatie.